# David Ferreira
David Arturo Ferreira Rico (ur. 9 sierpnia 1979 w Santa Marta) – piłkarz kolumbijski grający na pozycji ofensywnego pomocnika.

## Kariera klubowa
Karierę piłkarską Ferreira rozpoczął w klubie Expreso Rojo. W 1997 roku zadebiutował w jego barwach w drugiej lidze kolumbijskiej. W 1999 roku odszedł do Realu Cartagena, z którym wywalczył awans do pierwszej ligi. W 2000 roku odszedł do Amériki Cali. W debiutanckim sezonie wywalczył mistrzostwo Kolumbii. Z Amériką zostawał mistrzem kraju także w 2001 i 2002 roku (faza Apertura).
W 2005 roku Ferreira przeszedł z Amériki do brazylijskiego Athletico Paranaense z Kurytyby. W brazylijskiej Série A zadebiutował 3 lipca 2005 roku w przegranym 1:2 wyjazdowym meczu z Brasiliense. W 2008 roku został wypożyczony z Athletico Paranaense do Al-Shabab ze Zjednoczonych Emiratów Arabskich i z klubem tym wywalczył mistrzostwo kraju.
W 2009 roku Ferreira trafił na wypożyczenie do amerykańskiego FC Dallas. W Major League Soccer swój debiut zaliczył 22 marca 2009 w przegranym 1:3 domowym meczu z Chicago Fire. W Dallas stał się podstawowym zawodnikiem i w 2010 roku został wykupiony z Athletico Paranaense. W 2010 roku wywalczył mistrzostwo Konferencji Zachodniej, a także został wybrany MVP rozgrywek Major League Soccer.
| Sezon   | Klub                   | Kraj                         | Rozgrywki           | Mecze | Bramki |
| ------- | ---------------------- | ---------------------------- | ------------------- | ----- | ------ |
| 1997    | Expreso Rojo           | Kolumbia                     | Primera B           | ?     | ?      |
| 1998    | Expreso Rojo           | Kolumbia                     | Primera B           | ?     | ?      |
| 1999    | Real Cartagena         | Kolumbia                     | Copa Mustang        | ?     | ?      |
| 2000    | América Cali           | Kolumbia                     | Copa Mustang        | 40    | 7      |
| 2001    | América Cali           | Kolumbia                     | Copa Mustang        | 43    | 6      |
| 2002    | América Cali           | Kolumbia                     | Copa Mustang        | 50    | 2      |
| 2003    | América Cali           | Kolumbia                     | Copa Mustang        | 30    | 5      |
| 2004    | América Cali           | Kolumbia                     | Copa Mustang        | 40    | 6      |
| 2005    | América Cali           | Kolumbia                     | Copa Mustang        | 14    | 2      |
| 2005    | Athletico Paranaense   | Brazylia                     | Série A             | 24    | 9      |
| 2006    | Athletico Paranaense   | Brazylia                     | Série A             | 36    | 7      |
| 2007    | Athletico Paranaense   | Brazylia                     | Série A             | 28    | 4      |
| 2007/08 | Al-Shabab              | Zjednoczone Emiraty Arabskie | UAE League          | 12    | 1      |
| 2008    | Athletico Paranaense   | Brazylia                     | Série A             | 30    | 3      |
| 2009    | FC Dallas              | Stany Zjednoczone            | Major League Soccer | 30    | 8      |
| 2010    | FC Dallas              | Stany Zjednoczone            | Major League Soccer | 30    | 8      |
| 2011    | FC Dallas              | Stany Zjednoczone            | Major League Soccer | 6     | 3      |
| 2012    | FC Dallas              | Stany Zjednoczone            | Major League Soccer | 17    | 2      |
| 2013    | FC Dallas              | Stany Zjednoczone            | Major League Soccer | 30    | 3      |
| 2014    | Independiente Santa Fe | Kolumbia                     | Categoría Primera A | 9     | 0      |
| 2015    | Atlético Huila         | Kolumbia                     | Categoría Primera A | 36    | 6      |
| 2016    | América Cali           | Kolumbia                     | Categoría Primera B |       |        |

## Kariera reprezentacyjna
W reprezentacji Kolumbii Ferreira zadebiutował 31 stycznia 2001 roku w wygranym 3:2 towarzyskim meczu z Meksykiem. W 2001 wystąpił w jednym meczu z Copa América 2001, z Wenezuelą (2:0). Kolumbia wygrała wówczas ten turniej. W 2004 roku zaliczył 3 występy w Copa América 2004: z Wenezuelą (1:0), z Boliwią (1:0) i z Peru (2:2). Z kolei w 2007 roku zagrał w 3 meczach Copa América 2007: z Paragwajem (0:5) i z Argentyną (2:4) i ze Stanami Zjednoczonymi (1:0). W swojej karierze wywalczył z kadrą U-20 mistrzostwo Ameryki Południowej w 1999 roku.

## Sukcesy
- Copa Mustang (3)

América Cali: 2000, 2001, 2002 (Apertura), 2014
- UAE League (1)

Al-Shabab: 2007/2008
- Major League Soccer MVP (1)

2010
- Copa América (1)

Kolumbia: 2001
- Mistrzostwo Ameryki Południowej U-20 (1)

Kolumbia U-20: 1999